# Dubowe III
Dubowe III – dawny zaścianek. Tereny, na których leżał, znajdują się obecnie na Białorusi, w obwodzie witebskim, w rejonie szarkowszczyńskim, w sielsowiecie Jody.

## Historia
W czasach zaborów zaścianek w powiecie dzisieńskim, w guberni wileńskiej Imperium Rosyjskiego.
W latach 1921–1945 wieś leżała w Polsce, w województwie wileńskim, w powiecie dziśnieńskim, w gminie Szarkowszczyzna.
Według Powszechnego Spisu Ludności z 1921 roku zamieszkiwały tu 3 osoby, wszystkie były wyznania staroobrzędowego i zadeklarowały białoruską przynależność narodową. Był tu 1 budynek mieszkalny. W 1931 w 1 domu zamieszkiwało 7 osób.
Wierni należeli do parafii rzymskokatolickiej i prawosławnej w Szarkowszczyźnie. Miejscowość podlegała pod Sąd Grodzki w Głębokiem i Okręgowy w Wilnie; właściwy urząd pocztowy mieścił się w Szarkowszczyźnie.